# Фогтаройт
Фогтаройт (нем. Vogtareuth) — община в Германии, в земле Бавария. 
Подчиняется административному округу Верхняя Бавария. Входит в состав района Розенхайм.  Население составляет 3110 человек (на 31 декабря 2010 года). Занимает площадь 34,23 км².